# 11-й механизированный корпус
11-й механизированный корпус — общевойсковое формирование (соединение, механизированный корпус) мехвойск, позднее АБТВ, РККА Вооружённых Сил Союза ССР, до и во время Великой Отечественной войны.

## История
Успехи оборонной промышленности Союза ССР в конце 1920-х годов позволили начать моторизацию и механизацию ВС Союза ССР, сначала подразделений, а позже частей и соединений Красной Армии и Флота.

Постановлением Совета Труда и Обороны от 1 августа 1931 года была принята так называемая большая танковая программа, которая исходила из того, что технические достижения в области танкостроения в СССР «создали прочные предпосылки к коренному изменению общей оперативно-тактической доктрины по применению танков и потребовали решительных организационных изменений автобронетанковых войск в сторону создания высших механизированных соединений, способных самостоятельно решать задачи как на поле сражения, так и на всей оперативной глубине современного боевого фронта»— А. И. Радзиевский, «Танковый удар», М., Воениздат, 1977 год
В 1929 году в Союзе было создано Центральное управление механизации и моторизации РККА и сформирован первый опытный механизированный полк, развёрнутый в 1930 году в первую механизированную бригаду в составе управления, танкового, артиллерийского, разведывательных полков и подразделений обеспечения. Бригада имела 110 танков МС-1 и 27 орудий и предназначалась для исследования вопросов оперативно-тактического применения и наиболее выгодных организационных форм механизированных соединений.

### Первое формирование
В соответствии с постановлением РВС СССР от 11 марта 1932 года в Союзе ССР впервые в мире были созданы два механизированных корпуса. В Ленинградском военном округе на базе 11-й стрелковой дивизии сформирован 11-й механизированный корпус, а в Украинском военном округе на базе 45-й стрелковой дивизии — 45-й механизированный корпус. Механизированные корпуса формирования 1932 года представляли собой самостоятельное оперативное соединение, включавшее две механизированные и одну стрелково-пулемётную бригады, отдельный зенитно-артиллерийский дивизион и насчитывавшее свыше 500 танков и 200 автомобилей.
Название «Механизированные» было закреплено в 1932 году во временном наставлении механизированных войск РККА, которое называется «Вождение и бой самостоятельных механизированных соединений».
В 1934 году управление 11-го механизированного корпуса с одной механизированной бригадой и частями корпусного подчинения было передислоцировано в Забайкалье. На основе двух оставшихся в ЛВО бригад этого корпуса был сформирован 7-й механизированный корпус. Одновременно в Московском военном округе на базе 1-й механизированной бригады имени Калиновского был развёрнут 5-й механизированный корпус.
Забайкальский военный округ выделял войска для оказания военной помощи МНР. Основным источником в течение двух лет для их временного пополнения являлся 11-й механизированный корпус.
Для отправки в МНР из 6-й механизированной бригады (6 мехбр) 11 мк были откомандированы стрелково-пулемётный батальон, артиллерийская батарея и разведывательная рота, из состава 32-й механизированной бригады (32 мехбр) 11 мк — 3-й танковый батальон под командованием майора Швецова. На базе 3 тб 32 мехбр и спб 6 мехбр был сформирован моторизованный броневой полк (Мбп), убывший в Монголию.
В октябре личный состав моторизованного броневого полка вернулся обратно, оставив материальную часть в месте дислокации. В Монголию же убыл постоянный личный состав, прошедший обучение в 11 мк.
27 сентября 1939 года, в связи с переходом на новые штаты (с 3-танковых взводов на 5-танковые), все механизированные соединения и части, включая и все 4 корпуса, были переименованы в танковые с изменением нумерации. 5-й механизированный корпус (МВО) стал 15-м танковым корпусом, 7-й механизированный (ЛВО) — 10-м танковым, 11-й механизированный (ЗабВО) — 20-м танковым и 45-й механизированный (КВО) — 25-м танковым корпусом. Танковые корпуса довоенного, 1939 года формирования не следует путать с танковыми корпусами, сформированными в 1942 году и получившими ту же нумерацию: это разные соединения.

#### Командир корпуса
- М. Ф. Терёхин (1939).

#### Состав
По штатам на:

##### 1932 год
По решению РВС СССР, от 11 марта 1932 года, 11-й механизированный корпус, состоял из:
- управления
- разведывательного батальона
- сапёрного батальона
- огнемётного батальона
- зенитно-артиллерийского дивизиона
- роты регулирования движения
- технической базы
- авиационного отряда
- двух механизированных бригад (танки Т-26 и БТ), в состав каждой входят:
  - управление
  - три танковых батальона
  - стрелково-пулемётный батальон
  - артиллерийский дивизион
  - сапёрный батальон
  - зенитно-пулемётная рота
- стрелково-пулемётной бригады

##### 1935 год
По новой организационно-штатной структуре, утверждённой 28 декабря 1935 года, 11-й мехкорпус состоял из:
- управления
- двух мехбригад, оснащённых 384 танками БТ
- стрелково-пулемётной бригады
- отдельного танкового (разведывательного) батальона
- батальона связи.

Всего в 11-м мехкорпусе помимо танков БТ полагалось иметь 63 танкетки, 52 огнемётных танка, 20 артиллерийских орудий, 1444 автомашины и 8965 человек личного состава.

### Второе формирование
11-й механизированный корпус начал формирование в марте 1941 года в Западном особом военном округе. Находился в составе 3-й армии (с 21 июня 1941 — Западного фронта).
29-я танковая дивизия формировалась на базе 25-й танковой бригады в Гродно — полковник Н. П. Студнев
33-я танковая дивизия формировалась на базе 15-й танковой бригады в Сокулке — полковник М. Ф. Панов.
204-я моторизованная дивизия на базе 9-й моторизованной бригады в Волковыске — полковник А. М. Пиров.

#### Командиры
- Командир — генерал-майор танковых войск Д. К. Мостовенко
- Начальник штаба — полковник С. А. Мухин

#### Состав и дислокация на 22 июня 1941
Управление — Волковыск;
456-й отдельный батальон связи — Волковыск;
64-й отдельный моторизованный инженерный батальон — Волковыск
16-й мотоциклетный полк — Моздейки
29-я танковая дивизия — Гродно;
33-я танковая дивизия — Сокулка;
204-я моторизованная дивизия — Волковыск.

#### Вооружение
К началу войны на вооружении корпуса находилось:
|                              | КВ-1 | КВ-2 | Т-34 | БТ-5 | Т-26   | ХТ | Т-40 | Т-37-38 | Всего  | Т-26Т | БА-20 | БА-10 | Всего |
| ---------------------------- | ---- | ---- | ---- | ---- | ------ | -- | ---- | ------- | ------ | ----- | ----- | ----- | ----- |
| 29-я танковая дивизия        | 1    | 1    | 26*  |      | 158/36 | 18 |      | 6       | 210/38 | 2     | 20    | 38    | 58    |
| 33-я танковая дивизия        | 1    |      | 2    | 44   | 67/2   | 2  |      |         | 116/2  | 4     | 25    | 47    | 72    |
| 204-я моторизованная дивизия |      |      |      |      | 55     |    | 2    |         | 57     | 2     |       | 11    | 11    |
| Всего                        | 2    | 1    | 28   | 44   | 280/38 | 20 | 2    | 6       | 383/38 | 8     | 45    | 96    | 141   |

*Фактически 22, так как 4 танка находились на полигоне 22-й ТД под Брестом.

#### Боевые действия
С 22.06.1941 корпус ведёт бои в районе Гродно: поднятые по тревоге части корпуса двинулись несколькими маршрутами к границе и во второй половине дня столкнулись с наступавшими навстречу 8-й и 22-й пехотными дивизиями. Завязался ожесточенный встречный бой, в котором (больше всего от действий авиации) корпус потерял не менее 80 танков. Войска вступали в бой разрозненно, связь и взаимодействие были сразу нарушены.
С 23.06.1941 распоряжением Генерального штаба должен был принять участие в контрударе КМГ генерала И. В. Болдина с общим направлением на Белосток. Но практически весь корпус был уже втянут в бой и выйти из него и сосредоточиться на исходных рубежах не имел возможности. 24 июня часть сил корпуса участвовала в армейском контрударе на Гродно, вновь вылившимся во встречное сражение.
К 25.06.1941 корпус понёс большие потери в живой силе и технике (особенно тяжелые — от действий немецкой авиации, которая буквально парализовала тылы корпуса), отступает в направлении Новогрудка. В составе корпуса осталось около 60 танков и 20 бронеавтомобилей.
С 28.06.1941 совместно с частями 6-го кавалерийского корпуса ведёт бои в окружении в районе реки Щара.
14.07.1941 остатки корпуса вышли из окружения возле станции Рабкор в 80 км от Бобруйска.
29-я и 33-я танковые дивизии расформированы 14.07.1941; 204-я моторизованная дивизия — 19.09.1941 года.